# Малый Серманангер
Малый Серманангер (горномар. Изи Сӧрмӓнӓнгӹр) — деревня в Горномарийском районе Марий Эл Российской Федерации. Входит в состав Виловатовского сельского поселения.
Численность населения — 96 чел. (2010 год).

## География
Располагается в 4,5 км от административного центра сельского поселения — села Виловатово.

## История
Является одним из старейших поселений в крае. Марийское название переводится как «маленькая деревня при речке с дернистым берегом». Старинное название деревни — Горная Купланга, подчеркивает историческую связь с деревней Луговая Купланга, расположенной на левом берегу Волги, откуда переселились первые жители, переправившись через реку.
В XVI—XVIII веках поселение входило в Козьмодемьянский уезд. В 1717 году в деревне Куплунга имелось 17 дворов, в 1723 году — 30 дворов, в 1795 году — 40 дворов.

## Название
Происходит от чувашского (тюркского) Çырма - Овраг + марийское -нангер

## Население
| 2002 | 2010 |
| ---- | ---- |
| 111  | ↘96  |